# Emilie von Meyernberg
Emilie, señora de Meyernberg (nacida Emlie Pfennigkäufer) (Marburgo, 31 de julio de 1829-Bayreuth, 31 de marzo de 1915) fue una socialité alemana conocida por ser la segunda esposa, morganática, del duque Alejandro de Wurttemberg.

## Biografía
Fue hija del doctor Ferdinand Pfennigkäufer, consejero de corte (hofrat) de la ciudad de Marburgo, donde nació Katharina Amalia.
El 15 de junio de 1847, en Fráncfort, contrajo matrimonio con un rico panadero, Johannes Konrad Kirsch (1800–1863). Desde entonces fue conocida como la bella panadera (schöne bäckerin)
Posteriormente, el duque Alejandro de Wurttemberg, viudo desde 1839 de la princesa María de Orleans, se prendó de Emilie durante una de sus visitas a Fránfort del Meno.
Su marido consintió el divorcio mediando la suma de 25 000 guilders. El divorcio fue pronunciado el 4 de enero de 1854 por un tribunal de Fráncfort. Alejandro consiguió que su Emilie recibiera el título de Frau von Meyernberg de la ciudad libre de Fráncfort el 8 de noviembre de 1865. El origen del título sería una propiedad homónima a las afueras de Bayreuth, que era propiedad del duque.
Alejandro pudo contraer matrimonio con Emilie el 11 de junio de 1868 en la iglesia de la Santísima Trinidad de Bayreuth. El matrimonio sería morganático y no sería ni siquiera reconocido como tal por la corte del reino de Wurttemberg. 

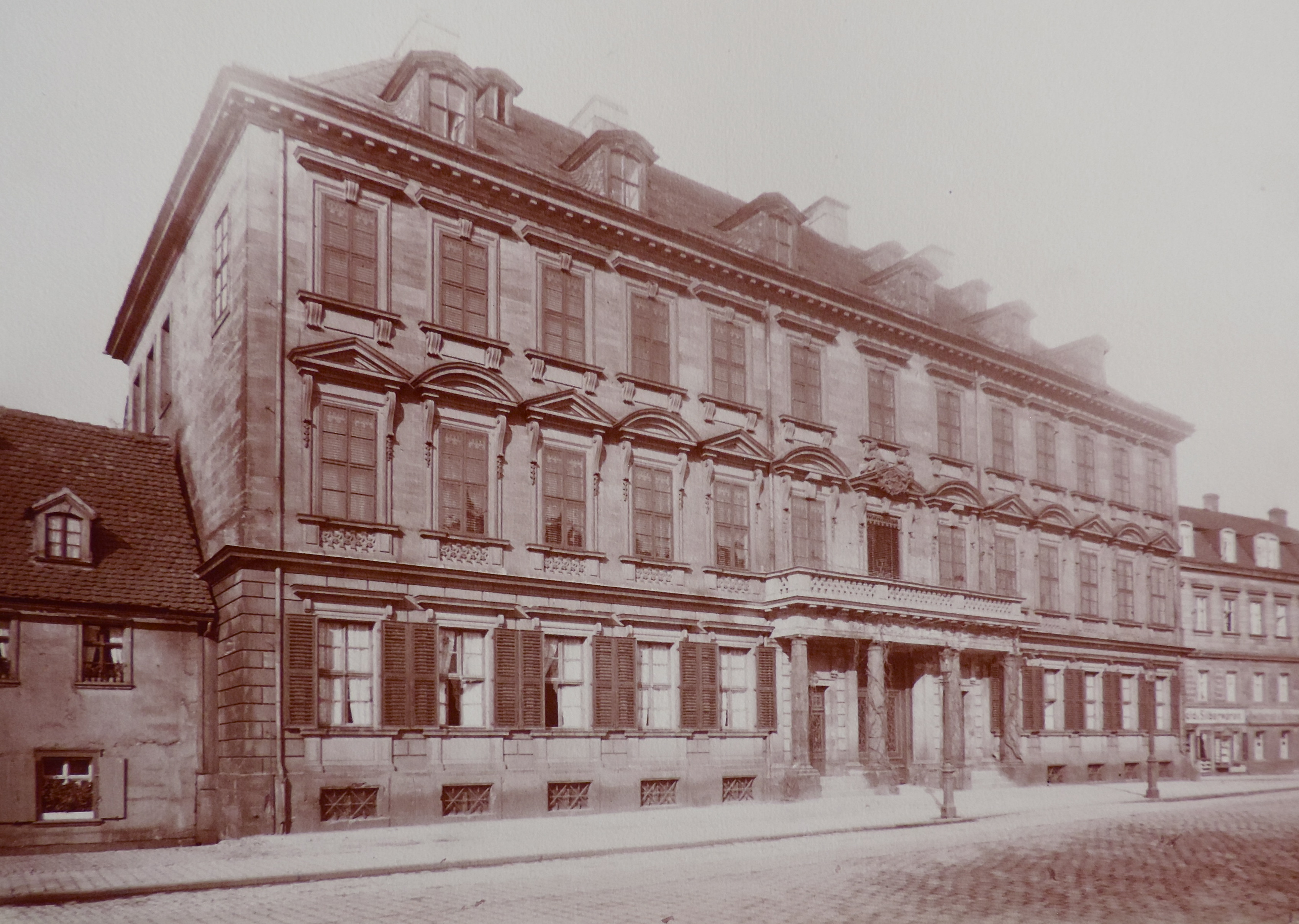
Reitzenstein-Palais en Bayreuth en el que vivió hasta su muerte.

Los recién casados se instalaría entre dos residencias del duque, el Schloss Fantaisie en la y el palacio Reitzenstein en la ciudad de Bayreuth.
Alejandro de Wurttemberg moriría en 1881, y su viuda vendería a la ciudad de Bayreuth el palacio Reizenstein, reservándose su usufructo.
En Bayreuth, Katharina Amalia se convertiría en la dama más importante de la ciudad reuniendo en su palacio a personajes como Richard Wagner con quien mantuvo una importante amistad.
Murió en 1915 en Bayreuth y fue enterrada en el cementerio de la ciudad (Stadtfriedhof Bayreuth) junto a su segundo marido, bajo la inscripción Emilie von Meternberg (1829-1915).
Dejó a la ciudad de Bayreuth tres legados, entre los qu se incluía uno para recién nacidos y otro para hijas de oficiales y funcionarios. Entre el 12 y el 14 de octubre de ese año sus pertenencias fueron subastadas por la casa de subastas de Rudolph Lepkes, en Berlín.

### Individuales
1. ↑  «Kleine Khronik. [Frau Emilie v. Meyernberg]». Prager Tagblatt (en alemán). 8 de abril de 1915.
2. ↑  L'Allemagne dynastique: Anhalt, Lippe, Wurtemberg (en francés). A. Giraud. 1979. p. 514. ISBN 978-2-901138-02-0. Consultado el 23 de agosto de 2023.
3. ↑  Friederichs, Heinz Friedrich (1962/1963). «Genealogische Rätsel um Frau v. Meyernberg, die "schöne Bäckerin"». Hessische Familienkunde (en alemán) 6: 107-114.
4. ↑  Redaktion (20 de enero de 2020). «Aus Bocksreuth wird Meyernberg». Bayreuther Tagblatt (en de-DE). Consultado el 23 de agosto de 2023.
5. ↑  «Bayreuths Bürgermeister: Die vier Bayreuther Rathäuser». Bayreuther Tagblatt (en de-DE). 29 de mayo de 2023. Consultado el 16 de noviembre de 2019.
6. ↑  «Das Leichenbegauguitz des herzogs Alexander v. Wurttemberg». Bohemia: ein Unterhaltungsblatt. 6 de noviembre de 1881. p. 4.
7. ↑  Bartl, Walter. Stadtarchiv Bayreuth Findmittel Rechnungen (en alemán). pp. 342-343.
8. ↑  Rudolph Lepke's Kunst-Auctions-Haus (1915). Gemälde, Antiquitäten, Möbel aus mitteldeutschen freiherrlichem Besitz und andere Beiträge, darunter Nachlass der Frau V. Meyernberg-Bayreuth (en alemán). Berlín.